# Nyaruvumba
Nyaruvumba är ett vattendrag i Burundi.   Det ligger i provinsen Bujumbura Rural, i den västra delen av landet, 26 km söder om huvudstaden Bujumbura.
Omgivningarna runt Nyaruvumba är en mosaik av jordbruksmark och naturlig växtlighet. Runt Nyaruvumba är det ganska tätbefolkat, med 172 invånare per kvadratkilometer.